# 维拉尔佩罗萨
维拉尔佩罗萨（義大利語：Villar Perosa），是意大利都灵省的一个市镇。总面积11平方公里，人口4197人，人口密度381.5人/平方公里（2009年）。ISTAT代码为001307。